# Матсангаисса, Андре
Андре Матаде Матсангаисса (порт. André Matade Matsangaissa; 18 марта 1950, Ширара — 17 октября 1979, Горонгоза) — мозамбикский военный и политик, активный участник войны за независимость и гражданской войны. Дважды репрессировался властями ФРЕЛИМО — по уголовному и политическому обвинению. Бежав из лагеря, организовал при родезийской поддержке антиправительственный партизанский отряд. Основатель и первый лидер антикоммунистического повстанческого движения РЕНАМО. Был убит в бою с правительственными войсками.

## Конфликт с ФРЕЛИМО. Арест и освобождение

### Армия и лагерь
Родился в небольшом городе Ширара провинции Маника. В 20-летнем возрасте, будучи мозамбикским националистом, присоединился к движению ФРЕЛИМО. Прошёл военную подготовку на базе в Танзании. Лично знал Самору Машела и других руководителей ФРЕЛИМО. Участвовал в войне против португальских колониальных властей. После провозглашения независимости Мозамбика 25 июля 1975 года получил офицерское звание и стал армейским интендантом в городе Дондо (провинция Софала).
Андре Матсангаисса быстро перешёл в оппозицию к однопартийному режиму Саморы Машела: Preto escravização do preto — «Чёрные порабощают чёрных». В сентябре 1975 года он был обвинён в хищении строительных материалов и заключён в «лагерь перевоспитания» Сакузе близ города Горонгоза. Возможно, обвинение имело под собой основания. Однако сторонники Матсангаиссы утверждают, что на него возложили ответственность за преступления старших офицеров. В заключении Матсангаисса окончательно разочаровался в режиме ФРЕЛИМО.

### Начало повстанческой борьбы
В октябре 1976 Матсангаисса бежал из лагеря и пробрался в Южную Родезию. Там он установил связь с радиостанцией Голос Свободной Африки, которой руководил Орланду Криштина. Матсангаисса встретился с Криштиной и заявил, что единственный способ изменить ситуацию в Мозамбике — «борьба силой рук», которую он намерен вести. Вернувшись в Мозамбик, Матсангаисса сформировал вооружённую повстанческую группу из примерно 150 человек и начал партизанскую борьбу в джунглях. Отряд Матсангаиссы отличался упорством в боях и жестокостью в расправах.
В декабре 1976 года он был вновь арестован и заключён в Сакузе — уже за антиправительственную деятельность.
В 1975—1979 шло вооружённое противостояние между марксистским режимом Саморы Машела в Мозамбике и родезийским правительством Яна Смита. ФРЕЛИМО активно поддерживал движения ЗАПУ Джошуа Нкомо и ЗАНУ Роберта Мугабе. В ответ родезийский спецназ наносил удары по объектам в Мозамбике. 6 мая 1977 года родезийцы захватили лагерь Сакузе и освободили заключённых. Андре Матсангаиссу доставили в Солсбери.

## Создание РЕНАМО. Вооружённая борьба
Первоначально родезийцы не поддерживали идею антикоммунистической партизанской войны в Мозамбике. Они с недоверием относились к самостоятельным инициативам африканцев. Однако авторитетный оперативник Орланду Криштина сумел убедить в целесообразности проекта. Организацию антикоммунистического повстанчества — Мозамбикское национальное сопротивление (РЕНАМО) возглавил Матсангаисса, доказавший свои умения в 1976 году.
Массовое недовольство населения Мозамбика политикой режима способствовало притоку в РЕНАМО. Важную роль играла и активная поддержка со стороны родезийской армии и спецслужбы. Особенно активная вооружённая борьба развернулась в провинции Софала. В 1979 году Мозамбикское национальное сопротивление уже совершало масштабные атаки на правительственные войска и партийно-государственные объекты. Матсангаисса лично участвовал в боях и 17 октября погиб под Горонгозой.
После гибели Матсангаиссы во главе вооружённых формирований РЕНАМО стал полевой командир Афонсу Длакама. Политическим секретарём являлся Криштина до своей гибели 17 апреля 1983 года (обстоятельства его убийства в Претории остаются непрояснёнными). С весны 1983 военно-политическое руководство РЕНАМО сосредоточилось в руках Длакамы.

## Наследие и память в современном Мозамбике
Гражданская война в Мозамбике продолжалась до начала 1990-х годов и являлась одним из элементов глобальной Холодной войны. Режим ФРЕЛИМО опирался на поддержку СССР, РЕНАМО получала помощь из Родезии (до 1980), потом из ЮАР (до 1989) и от Всемирной антикоммунистической лиги. После политической реформы в Мозамбике и Римского соглашения 1992 года между Афонсу Длакамой и Жоакимом Чиссано РЕНАМО стала легальной оппозиционной партией. Длакама несколько раз баллотировался в президенты, входил в состав Государственного совета.
В 2007 году одна из площадей Бейры переименована в площадь Матсангаиссы. В Бейре и Софале в целом РЕНАМО пользуется наибольшей поддержкой, Андре Матсангаисса считается здесь национальным героем. С другой стороны, сторонники ФРЕЛИМО — несмотря на официальный статус РЕНАМО и Длакамы — по-прежнему называют Матсангаиссу «террористом», «уголовником» и «родезийским агентом».